# 神崎愛
神崎 愛（かんざき あい、1954年5月30日 - ）は、日本の女優、声優、フルート奏者、ソプラノ歌手である。東京都出身。身長162cm、体重48kg、血液型はA型。

## 来歴・人物
幼少期からピアノと声楽を始める。中学生からフルートを始め、青山学院高等部を経て東京芸術大学音楽学部別科に進学する。大学では吉田雅夫に師事し、スイスでマルセル・モイーズのレッスンを受ける。
仲代達矢にスカウトされ、無名塾に入所。音楽の勉強と並行して俳優の勉強も開始する。愛という名前は芸名であり、名付け親は仲代である。神崎の「神」という字に合う名前は「愛」しかないというのが理由だという。
別科修了後は俳優・歌手・フルート奏者として活動するが、俳優業をメインとしていた。
1994年には、演奏会に出るため東京都港区のパシフィックホテル地下駐車場に止めておいた車から愛用のフルート（335万円相当）や指輪など計520万円相当と現金30万円を盗まれる事件に遭っている。
2000年、外交官の宮本信生と結婚。

## レコード・CD
- TODAY/神崎愛ファースト（1980年、S-7102（LP)）
- 愛のフルート（1985年11月、VIC-28171（LP)、ゴールデン・ディスク賞受賞）
- 愛のフルート/神崎愛II（1986年3月、VDC-1080（CD））
- 珠玉のフルート名曲集III（1988年7月21日、VDCM-12018）
- 愛のフルート/神崎愛IV（1990年1月21日、VICC-1）
- 愛のリフレイン（1990年8月1日、VIDL-10051、TX系ドラマ『江戸･中町奉行所』主題歌、8cmCDシングル）
- 愛のアマデウス（1991年9月21日、VICC-71）
- 街角（1992年5月1日、TODT-2828、TX系ドラマ『江戸･中町奉行所』エンディングテーマ、8cmCDシングル）
- シェラザード・愛のフルート（1994年8月24日、VICC-5039）
- ベスト◎アベマリア（1994年8月24日、VICC-5040）
- プラハの愛（1997年6月21日、チェコ・フィルハーモニーとの共演盤）
- 愛シングス（1998年12月19日、VICG-60186、ジャズ・ボーカル集）

## 著書
- 『邪馬台国女王卑弥呼の生涯 歴史小説』宮本信生と共著 美術の杜出版 2016 ISBN 9784434216831

## 主な出演

### テレビドラマ
- 土曜ワイド劇場 （テレビ朝日）
  - 「昭和怪盗傳」（1977年）
  - 「黒衣の天使 殺しは女の商売」（1978年）
- 砂の器（1977年、フジテレビ） - 成瀬リエ
- 横溝正史シリーズII 八つ墓村（1978年、MBS） - 鶴子
- 江戸の旋風シリーズ（フジテレビ）
  - 同心部屋御用帳 江戸の旋風IV 第22話「どぶねずみに花束を 怒号編」（1979年） - おまき
  - 新・江戸の旋風 第12話「恋風孫兵衛・春の嵐吹く」（1980年） - おぶん
- ドラマ人間模様「花笑み」（1979年、NHK）
- 大空港 第33話「血と炎の女」（1979年、フジテレビ） - 麻田雅代
- 未亡人（1980年、MBS）
- 蒼き狼 成吉思汗の生涯（1980年、テレビ朝日）－ 忽蘭（クラン）
- 時代劇スペシャル （フジテレビ）
  - 着ながし奉行～悪徳の巣にいどむ一匹侍（1981年）－ 小勢
  - 愛妻武士道（1981年）－ 椙江・小房の二役
  - 仕掛人・藤枝梅安 (1982年 - 1983年) - おもん
  - さそり伝奇 風雲将棋谷（1983年) - お絹
  - 闇の歯車 （1983年) - おきぬ
- いのち燃ゆ（1981年、NHK）－ お豊
- 江戸の用心棒 第14話「消された女」（1981年、フジテレビ） - おさき
- はまなすの花が咲いたら（1981年 - 1982年、TBS） - 井田霞
- 火曜サスペンス劇場 （日本テレビ）
  - 「バックミラーの中の女」タクシードライバーに襲いかかった影の女（1982年）
  - 「キタタキ絶滅」（1983年）
  - 「獣の償い」（1984年）
- 御宿かわせみ 第2シリーズ 第17話「梅一輪」（1983年） - おまさ
- 壬生の恋歌（1983年、NHK）- おぬい 役
- 大奥（1983年、関西テレビ） 
  - 第31話「暴かれた禁男の園」・第32話「永遠の処女」- 絵島
- 木曜ゴールデンドラマ 「母と娘の刻印」（1983年、よみうりテレビ）
- 徳川家康（1983年、NHK） - お袖
- 水戸黄門 第14部 第19話「悪を懲らした喧嘩友達 -会津-」（1984年、TBS） - 百合
- 金曜女のドラマスペシャル （フジテレビ）
  - 「真夜中の脅迫者」（1985年）
  - 松本清張特別企画「砂の器」（1985年）
- 武蔵坊弁慶（1986年、NHK） - 北条政子
- 12時間超ワイドドラマ （テレビ東京）
  - 大忠臣蔵（1989年） - お蓮
  - 天下の副将軍水戸光圀 徳川御三家の激闘（1992年） - 三木武佐
- 東芝日曜劇場（第1682回）「ふたつの電話」（1989年、TBS）
- 妻そして女シリーズ36「星の砂」（1989年、MBS）
- 江戸中町奉行所 （テレビ東京） - 密偵・お篠 
  - 第1シリーズ（1990年）
  - 第2シリーズ（1992年）
- 銭形平次 第1シリーズ 第8話「証言の秘密」（1991年、フジテレビ） - おふさ役
- 雁金屋草紙（1991年、朝日放送）
- 名奉行 遠山の金さん 第4シリーズ 第16話「天誅暗殺団を狙う美人芸者」（1992年、テレビ朝日 / 東映） - 染太郎
- 宝引の辰捕者帳（1995年、NHK） - 桜水
- オ・ト・ナにして～コンプレックス・ブルー（1995年、テレビ朝日）

### 映画
- おとうと（1976年、松竹）
- 姿三四郎（1977年、東宝）
- 天使を誘惑（1979年、東宝）
- 配達されない三通の手紙（1979年、松竹）
- 闇の狩人（1979年、松竹）
- わるいやつら（1980年、松竹） - 田中慶子
- 魔界転生（1981年、東映） - おつう
- ひめゆりの塔（1982年、東宝） - ルリ
- この子を残して（1983年、松竹）
- 祝辞（1985年、松竹）
- ジャズ大名（1986年、松竹） - 文子姫
- 森の学校（2002年、森の学校製作委員会） - 河合静子 役

### 舞台
- オイディプス王（舞台デビュー作。妃役にてゴールデン・アロー賞受賞）
- リア王

### アニメ
- 森は生きている（1980年、東映アニメーション） - 女王 役[6]

### ラジオ
- 神崎愛の友・You・遊（1985年頃、FM大阪）
- 百万人の音楽（1988年頃、TBSラジオ，MC:芥川也寸志・野際陽子）

### CM
- 神戸・本高砂屋マンデル・チーゲル（1980年代、サンテレビ）